# São Domingos do Capim
São Domingos do Capim è un comune del Brasile nello Stato del Pará, parte della mesoregione del Nordeste Paraense e della microregione del Guamá.